# Фировский муниципальный округ
Фи́ровский муниципа́льный о́круг — административно-территориальная единица (муниципальный округ) на севере Тверской области России.
Административный центр — посёлок городского типа Фирово.

## География
Площадь 1760 км².
Округ расположен в северной части области, к северо-западу от областного центра Тверь.
- Граничит:
  - на севере — с Бологовским районом и ЗАТО Озёрный,
  - на востоке — с Вышневолоцким районом,
  - на юге — с Кувшиновским районом,
  - на юго-западе — с Осташковским районом,
  - на западе — с Новгородской областью, Демянский и Валдайский районы.

Основные реки — Цна, Шлина, Граничная.

Несколько озёр, крупнейшие — Шлино (на границе с Новгородской областью), Серемо, Граничное, Тихмень.

## История
В XII—XVII вв. территория округа относилась к Новгородской земле, Жабенскому и Посонскому погостам Деревской пятины.
В XVIII—начале XX века территория округа была разделена между Новгородской губернией (Валдайский уезд) и Тверской губернией (Вышневолоцкий уезд и Осташковский уезд).
В 1924—1927 годах существовала Фировская волость Валдайского уезда, затем (в 1927 году) эта территория вошла в Рождественский район Боровичского округа Ленинградской области, затем (в 1929 году) отошла к Бологовскому району.
Фировский район был создан 5 марта 1935 года в составе Калининской области из частей Бологовского, Вышневолоцкого и Осташковского районов. 22 августа 1958 года к Фировскому району была присоединена часть территории упразднённого Есеновичского района.
В феврале 1963 г. Фировский район был ликвидирован, а его территория была включена в Вышневолоцкий район. 6 апреля 1972 года восстановлен.
13 апреля 2023 года Фировский район был преобразован в муниципальный округ.

## Население
| 1939   | 1959    | 1979    | 1989    | 2002    | 2006    | 2009    | 2010  | 2011  |
| ------ | ------- | ------- | ------- | ------- | ------- | ------- | ----- | ----- |
| 28 196 | ↘22 464 | ↘15 649 | ↘14 282 | ↘11 919 | ↘11 100 | ↘10 492 | ↘9396 | ↘9336 |
| 2012   | 2013    | 2014    | 2015    | 2016    | 2017    | 2018    | 2019  | 2020  |
| ↘9248  | ↘9011   | ↘8736   | ↘8557   | ↘8355   | ↘8092   | ↘7881   | ↘7662 | ↘7372 |
| 2021   |         |         |         |         |         |         |       |       |
| ↗8242  |         |         |         |         |         |         |       |       |

### Урбанизация
Городское население (посёлки городского типа Фирово и Великооктябрьский) составляет  12,93 % от всего населения округа.
По итогам переписи населения 2020 года проживали следующие национальности (национальности менее 0,1 % и другое, см. в сноске к строке «Другие»):
| Национальность | Численность, чел. | Доля     |
| -------------- | ----------------- | -------- |
| Русские        | 7605              | 92,27 %  |
| Украинцы       | 36                | 0,44 %   |
| Другие         | 601               | 7,29 %   |
| Итого          | 8242              | 100,00 % |

## Административно-муниципальное устройство
В Фировский район, с точки зрения административно-территориального устройства области, входят 5 поселений.
Муниципальный район, в рамках организации местного самоуправления, делится на пять муниципальных образований, в том числе два городских и три сельских поселения:
| №        | Муниципальное образование             | Административный центр | Количество населённых пунктов | Население (чел.) | Площадь (км²) |
| -------- | ------------------------------------- | ---------------------- | ----------------------------- | ---------------- | ------------- |
| 1e-06    | Городские поселения:                  |                        |                               |                  |               |
| 1        | Великооктябрьское городское поселение | пгт Великооктябрьский  | 2                             | ↗2310            | 2,45          |
| 2        | Фировское городское поселение         | пгт Фирово             | 1                             | ↗2010            | 18,00         |
| 2.000002 | Сельские поселения:                   |                        |                               |                  |               |
| 3        | Великооктябрьское сельское поселение  | пгт Великооктябрьский  | 39                            | ↗1788            | 525,42        |
| 4        | Рождественское сельское поселение     | село Рождество         | 33                            | ↗1764            | 564,07        |
| 5        | Фировское сельское поселение          | пгт Фирово             | 33                            | ↘370             | 650,56        |

## Населённые пункты
В Фировском районе 108 населённых пунктов, в том числе 2 посёлка городского типа и 106 сельских населённых пунктов.
| №   | Населённый пункт              | Тип     | Население | Муниципальное образование             |
| --- | ----------------------------- | ------- | --------- | ------------------------------------- |
| 1   | Альпаково                     | деревня | 38        | Великооктябрьское сельское поселение  |
| 2   | Баталино                      | деревня | 63        | Рождественское сельское поселение     |
| 3   | Баталинский Детский Санаторий | н.п.    | 49        | Рождественское сельское поселение     |
| 4   | Белятино                      | деревня | 17        | Великооктябрьское сельское поселение  |
| 5   | Березуги                      | деревня | 0         | Фировское сельское поселение          |
| 6   | Болобоново                    | деревня | 43        | Великооктябрьское сельское поселение  |
| 7   | Большое Эскино                | деревня | ↗242      | Великооктябрьское городское поселение |
| 8   | Борки                         | деревня | 1         | Фировское сельское поселение          |
| 9   | Букино                        | деревня | 1         | Фировское сельское поселение          |
| 10  | Бухолово                      | деревня | 1         | Фировское сельское поселение          |
| 11  | Великооктябрьский             | пгт     | ↗2068     | Великооктябрьское городское поселение |
| 12  | Галутино                      | деревня | 0         | Фировское сельское поселение          |
| 13  | Гачки                         | деревня | 28        | Фировское сельское поселение          |
| 14  | Глумилово                     | деревня | 10        | Великооктябрьское сельское поселение  |
| 15  | Глыби                         | деревня | 1         | Рождественское сельское поселение     |
| 16  | Горка                         | деревня | 12        | Рождественское сельское поселение     |
| 17  | Городок                       | деревня | 19        | Великооктябрьское сельское поселение  |
| 18  | Городок                       | деревня | 51        | Рождественское сельское поселение     |
| 19  | Горшково                      | деревня | 70        | Фировское сельское поселение          |
| 20  | Градобить                     | деревня | 9         | Рождественское сельское поселение     |
| 21  | Граничный                     | посёлок | 254       | Рождественское сельское поселение     |
| 22  | Гребенёво                     | деревня | 13        | Фировское сельское поселение          |
| 23  | Губарево                      | деревня | 9         | Фировское сельское поселение          |
| 24  | Дерева                        | деревня | 84        | Великооктябрьское сельское поселение  |
| 25  | Дмитровка                     | деревня | 0         | Фировское сельское поселение          |
| 26  | Дубровка                      | деревня | ↘145      | Великооктябрьское сельское поселение  |
| 27  | Дупле                         | деревня | 7         | Фировское сельское поселение          |
| 28  | Ермолино                      | деревня | 0         | Рождественское сельское поселение     |
| 29  | Жабны                         | деревня | 17        | Фировское сельское поселение          |
| 30  | Жары                          | деревня | 0         | Фировское сельское поселение          |
| 31  | Жуково                        | деревня | 421       | Великооктябрьское сельское поселение  |
| 32  | Залесье                       | деревня | 0         | Великооктябрьское сельское поселение  |
| 33  | Заморино                      | деревня | 1         | Рождественское сельское поселение     |
| 34  | Заречная                      | деревня | 5         | Великооктябрьское сельское поселение  |
| 35  | Заречье                       | деревня | 11        | Рождественское сельское поселение     |
| 36  | Зенцово                       | деревня | 1         | Великооктябрьское сельское поселение  |
| 37  | Иванов Двор                   | деревня | ↘15       | Великооктябрьское сельское поселение  |
| 38  | Иваньково                     | деревня | 12        | Рождественское сельское поселение     |
| 39  | Каменка                       | деревня | 0         | Рождественское сельское поселение     |
| 40  | Карманово                     | деревня | 0         | Великооктябрьское сельское поселение  |
| 41  | Кисляково                     | деревня | 1         | Великооктябрьское сельское поселение  |
| 42  | Комкино                       | деревня | 16        | Рождественское сельское поселение     |
| 43  | Коммуна                       | деревня | 45        | Великооктябрьское сельское поселение  |
| 44  | Комсомольский                 | посёлок | 167       | Рождественское сельское поселение     |
| 45  | Коноково                      | деревня | 13        | Великооктябрьское сельское поселение  |
| 46  | Королёво                      | деревня | 10        | Фировское сельское поселение          |
| 47  | Кострубле                     | деревня | 31        | Фировское сельское поселение          |
| 48  | Кузино                        | деревня | 14        | Фировское сельское поселение          |
| 49  | Кузнецово                     | деревня | 7         | Великооктябрьское сельское поселение  |
| 50  | Кузнецово                     | деревня | 6         | Рождественское сельское поселение     |
| 51  | Кузнецовская Больница         | н.п.    | 9         | Великооктябрьское сельское поселение  |
| 52  | Кузнечково                    | деревня | 48        | Фировское сельское поселение          |
| 53  | Лесной                        | посёлок | 191       | Рождественское сельское поселение     |
| 54  | Леткино                       | деревня | 0         | Рождественское сельское поселение     |
| 55  | Ломаки                        | деревня | 9         | Великооктябрьское сельское поселение  |
| 56  | Лядины                        | деревня | 1         | Великооктябрьское сельское поселение  |
| 57  | Малое Эскино                  | деревня | 1         | Великооктябрьское сельское поселение  |
| 58  | Мартюшино                     | деревня | 56        | Рождественское сельское поселение     |
| 59  | Нескучай                      | деревня | 7         | Рождественское сельское поселение     |
| 60  | Ново-Козьяново                | деревня | 14        | Фировское сельское поселение          |
| 61  | Новоникольск                  | деревня | 0         | Фировское сельское поселение          |
| 62  | Новотроицкое                  | деревня | 7         | Фировское сельское поселение          |
| 63  | Обогорье                      | деревня | 10        | Великооктябрьское сельское поселение  |
| 64  | Озерево                       | деревня | 9         | Фировское сельское поселение          |
| 65  | Острецово                     | деревня | 20        | Великооктябрьское сельское поселение  |
| 66  | Остров                        | деревня | 1         | Рождественское сельское поселение     |
| 67  | Ошаково                       | деревня | 1         | Великооктябрьское сельское поселение  |
| 68  | Перелесок                     | деревня | 32        | Фировское сельское поселение          |
| 69  | Плосково                      | деревня | 1         | Фировское сельское поселение          |
| 70  | Погорелое                     | деревня | 83        | Великооктябрьское сельское поселение  |
| 71  | Поддубье                      | деревня | 80        | Рождественское сельское поселение     |
| 72  | Покровское                    | село    | ↘194      | Великооктябрьское сельское поселение  |
| 73  | Починок                       | деревня | 0         | Великооктябрьское сельское поселение  |
| 74  | Пухтина Гора                  | деревня | ↘21       | Великооктябрьское сельское поселение  |
| 75  | Раево                         | деревня | 1         | Фировское сельское поселение          |
| 76  | Ракитня                       | деревня | 1         | Фировское сельское поселение          |
| 77  | Репище                        | деревня | 0         | Великооктябрьское сельское поселение  |
| 78  | Речище                        | деревня | 0         | Великооктябрьское сельское поселение  |
| 79  | Рождество                     | село    | 477       | Рождественское сельское поселение     |
| 80  | Романиха                      | деревня | 0         | Фировское сельское поселение          |
| 81  | Руднево                       | деревня | 1         | Фировское сельское поселение          |
| 82  | Савёлово                      | деревня | 12        | Фировское сельское поселение          |
| 83  | Святково                      | деревня | 1         | Рождественское сельское поселение     |
| 84  | Село-Новинок                  | деревня | 16        | Рождественское сельское поселение     |
| 85  | Семеновщина                   | деревня | 0         | Великооктябрьское сельское поселение  |
| 86  | Скоково                       | деревня | 24        | Рождественское сельское поселение     |
| 87  | Сонка                         | деревня | 6         | Великооктябрьское сельское поселение  |
| 88  | Сосновка                      | посёлок | ↗459      | Великооктябрьское сельское поселение  |
| 89  | Софиевка                      | деревня | 11        | Рождественское сельское поселение     |
| 90  | Стан                          | деревня | 68        | Великооктябрьское сельское поселение  |
| 91  | Старое                        | деревня | ↘81       | Великооктябрьское сельское поселение  |
| 92  | Старое Козьяново              | деревня | 11        | Фировское сельское поселение          |
| 93  | Стахново                      | деревня | 1         | Фировское сельское поселение          |
| 94  | Сторожка Глыби                | н.п.    | 1         | Рождественское сельское поселение     |
| 95  | Теляково                      | деревня | 21        | Великооктябрьское сельское поселение  |
| 96  | Трестино                      | деревня | ↘135      | Великооктябрьское сельское поселение  |
| 97  | Труд                          | посёлок | ↘415      | Рождественское сельское поселение     |
| 98  | Узмень                        | деревня | 1         | Рождественское сельское поселение     |
| 99  | Фёдоров Двор                  | деревня | 5         | Великооктябрьское сельское поселение  |
| 100 | Фирово                        | пгт     | ↗2010     | Фировское городское поселение         |
| 101 | Фролево                       | деревня | 0         | Фировское сельское поселение          |
| 102 | Ходуново                      | деревня | 78        | Фировское сельское поселение          |
| 103 | Хриплы                        | деревня | 11        | Фировское сельское поселение          |
| 104 | Чудино                        | деревня | 0         | Рождественское сельское поселение     |
| 105 | Шемелинка                     | деревня | 1         | Великооктябрьское сельское поселение  |
| 106 | Шлина                         | посёлок | 19        | Рождественское сельское поселение     |
| 107 | Яблонька                      | деревня | 24        | Рождественское сельское поселение     |
| 108 | Яхново                        | деревня | 12        | Рождественское сельское поселение     |

## Транспорт
Район пересекает Октябрьская железная дорога (линия Бологое—Соблаго—Великие Луки и ветка Фирово—Великооктябрьский).
Автомобильная связь — по автодороге «Фирово—Красномайский», которой можно добраться до города Вышний Волочёк.

## Достопримечательности
- Краеведческий музей в п. Фирово.